# Salii

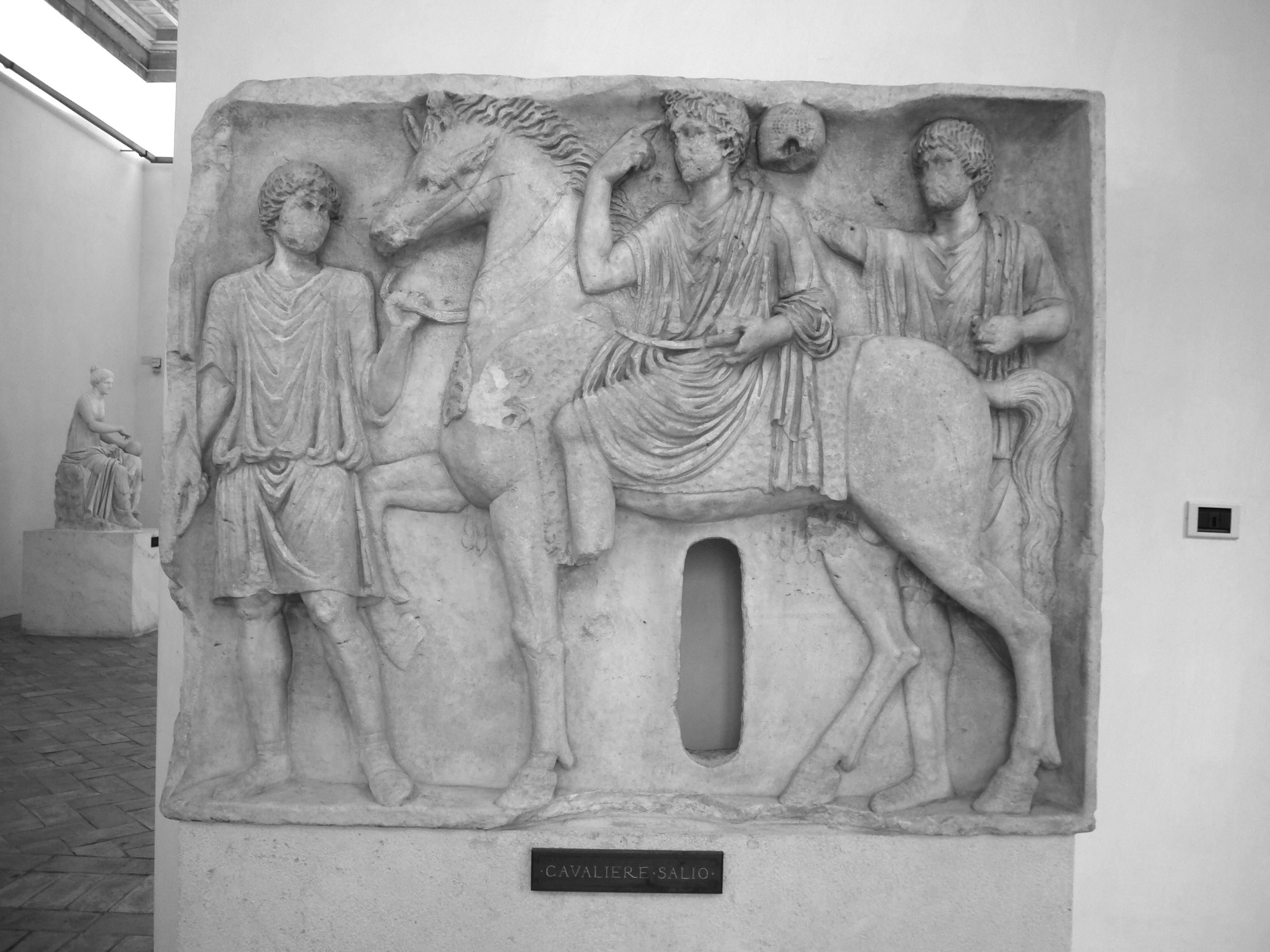
Cavaliere salio da Palazzo Altemps

I Salii erano un antichissimo collegio sacerdotale romano (simile a quello dei Fratres Arvales o Arvali), che secondo la tradizione si vuole istituito dal re Numa Pompilio. Loro speciale prerogativa era scandire il passaggio, nell'anno romano, da tempo militare a tempo civile, e viceversa.

## Etimologia
Il nome dei Salii deriva dal verbo latino salire, cioè saltare, per via della particolare andatura saltellante che tenevano durante le processioni sacre.

## Organizzazione e gerarchia interna
I Salii risiedevano nella Curia Saliorum, ed erano distinti in due collegi: i Salii Palatini, istituiti da Numa Pompilio e scelti fra le famiglie nobili (in principio, solo della tribù dei Ramnes) ed i Salii Quirinales istituiti da Tullo Ostilio e scelti fra le famiglie nobili  (in principio, solo della tribù dei Tities). Tale suddivisione testimonia dell'istituzione del collegio prima dell'avvento della monarchia, nel periodo in cui il Quirinale era ancora separato dagli altri Montes, che costituivano il nucleo antico e latino della città. 
I Salii erano presieduti da un Magister, al quale si affiancavano il Praesul, che dirigeva le danze (mostrava i passi e le figure della danza amptrurare agli altri sacerdoti che dovevano poi ripeterle reamptrurare), ed il Vates, direttore del coro.
I Salii Palatini erano dodici sacerdoti consacrati a Marte ed erano uomini prestanti, di bell'aspetto e relativamente giovani , cooptati tra i membri delle più nobili famiglie (anche in epoca più tardiva), che custodivano i dodici scudi sacri tra i quali si nascondeva l'Ancile (scudo ovale tagliato sui due lati), lo scudo consegnato da Marte Gradivo a Numa Pompilio (nell'ottavo anno del regno del re, durante un'epidemia di peste) come pegno dell'eterna salvezza ed invincibilità di Roma.
Come suggerito al re dalla ninfa Egeria, Numa incaricò il fabbro Mamurio Veturio (della gens Veturia) di forgiare altri 11 scudi identici all'Ancile, così che fosse impossibile ai nemici di Roma sottrarre quello autentico, ed ordinò che fossero riposti nella Reggia e conservati dal sacerdote Flamine Diale ed affidati, per i riti sacri, al nuovo collegio sacerdotale dei Salii Palatini.
I Salii Quirinales o Collini o Agonali, istituiti da Tullo Ostilio dopo la vittoria sui Sabini, erano sempre dodici ed erano consacrati al dio Quirinus.
I Salii erano uno dei collegi sacerdotali più ragguardevoli nell'antica Roma e avevano il compito di aprire e chiudere ogni anno il tempo che poteva essere dedicato alla guerra (per gli antichi romani il periodo per le guerre andava da marzo ad ottobre per ovvie ragioni di approvvigionamento delle truppe).
Questo tempo di passaggio aveva un'importanza fondamentale per il cittadino romano, ad un tempo civis (cittadino) e miles (soldato). 
Con il mese di marzo il cittadino romano diveniva miles e passava sotto la giurisdizione militare e la tutela del dio Marte e le manifestazioni dei Salii Palatini segnavano questo passaggio. Nel mese di ottobre il cittadino romano tornava, come civis, ad occuparsi delle attività produttive sotto la tutela del dio Quirino e i riti guidati dai Salii Quirinales segnavano questo momento purificando uomini, armi ed animali che avevano partecipato ad attività belliche.
I Salii vestivano un elegante costume che ricordava quello di antichi guerrieri composto da una tunica bordata di rosso ed affibbiata alla spalla (la trabea), cinta da una cintura di bronzo a cui era agganciata una spada. Sopra la tunica indossavano una pettorina corazzata in bronzo ed un mantello, indossavano inoltre lo stesso copricapo dei sacerdoti Flamini, l'Apex (un caschetto dotato di una punta di legno d'ulivo all'apice e fissato sotto il mento con delle stringhe, le apicule).

## Cerimonie

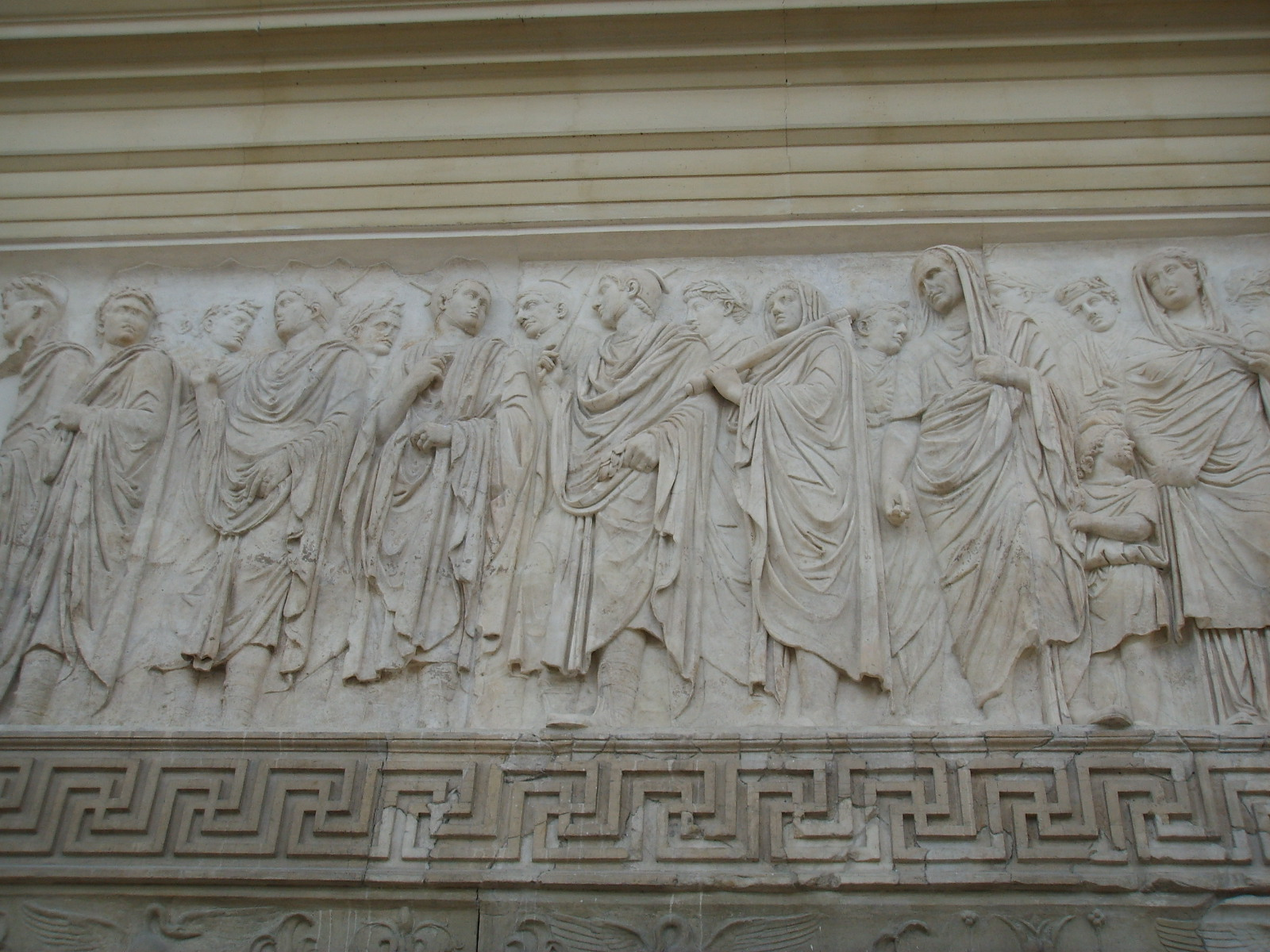
Ara Pacis, fregio lato ovest, si notano sacerdoti Flamini che indossano l'Apex, copricapo con punta lignea, indossato anche dai Salii

Il periodo bellico veniva inaugurato nel mese di marzo con una serie di festività. Il primo di marzo i Salii Palatini sfilavano e portavano in processione i dodici scudi sacri (gli ancilia , che rappresentavano l'autorità giuridica) e le dodici lance di Marte (le hastae Martiae, che rappresentavano l'autorità militare) intonando, (senza accompagnamento musicale ma battendo il ritmo con dei bastoncelli sugli scudi) canti particolari in latino arcaico (in epoca tardiva gli stessi sacerdoti non comprendevano più completamente il significato delle canzoni), nel quale si invocava su Roma la protezione degli dei, i Carmina Saliaria. Tali canti venivano chiamati assamenta o axamenta forse perché cantati solo con la voce (assa voce).
I Salii percorrevano la città cantando e ballando e toccando con le lance e gli scudi alcuni luoghi particolari allo scopo di risvegliare lo spirito guerriero di Roma e dovevano davvero fare un gran rumore cantando e saltando con l'armatura addosso e percuotendo gli scudi.
Alla sera, al termine della festa, gli scudi e le lance venivano riposti nella Regia e riaffidati al sacerdote Flamine e nel tempio di Marte i sacerdoti Salii consumavano un abbondante e raffinato banchetto, divenuto proverbiale.
Il 14 di marzo presiedevano alle gare di cavalli dette Equirria che avevano lo scopo di purificare i cavalli per la guerra. Nel loro canto i Salii ricordavano anche il suddetto Mamurio Veturio, ed in suo onore la festa del 14 marzo (corrispondente al capodanno dell'antico calendario romano) prese il nome di Mamuralia. Durante questa importante festa popolare Mamurio Veturio, rappresentato come un vecchio vestito di pelli impersonava l'anno ormai trascorso, che veniva cacciato dalla folla a colpi di bastone per far posto all'anno nuovo. Il 23 marzo presiedevano al Tubilustrium festa di purificazione delle trombe che chiudeva l'inaugurazione della nuova stagione guerresca. Sempre i Salii poi chiudevano la stagione della guerra nel mese di ottobre con le tre feste di purificazione del Tigillum Sororium, dell'Armilustrium e dell'October Equus, per la purificazione dei soldati, delle armi e dei cavalli.
Fu sacerdote salio anche Publio Cornelio Scipione, il quale, proprio per questo, raggiunse in ritardo le legioni che lo aspettavano in Ellesponto, dato che i sacerdoti Salii, dopo ogni sacrificio, non potevano cambiare domicilio per un mese.